# Enekeler Corona
Enekeler Corona est une corona, formation géologique en forme de couronne, située sur la planète Vénus par -46° S et 264° E. Elle est localisée dans le quadrangle d'Helen Planitia. Elle a été nommée en référence à Enekeler, gardienne Altay des naissances. 

## Géographie et géologie
Enekeler Corona couvre une surface circulaire d'environ 350 km de diamètre. 